# Donatella Tesei
Donatella Tesei (Foligno, 17 giugno 1958) è una politica italiana, dal 29 novembre 2024  consigliera regionale dell'Umbria ed in precedenza presidente della stessa regione dal 2019 al 2024.
È stata sindaca di Montefalco dal 2009 al 2019, senatrice della Repubblica dal 2018 al 2019 per la Lega Salvini Premier, dove ha ricoperto l'incarico di presidente della 4ª Commissione Difesa, e presidente della Regione Umbria dal 2019 al 2024.

## Biografia
Nata a Foligno (Perugia), ma vive a Montefalco (Perugia), figlia di commercianti, si è laureata in giurisprudenza presso l'Università degli Studi di Perugia per poi iscriversi all'albo dei praticanti procuratori avvocati di Spoleto (Perugia) nel 1982. Nel 1984 si è iscritta poi all'albo dei procuratori legali di Spoleto e, nel 1999, all'albo dei cassazionisti. È sposata e madre di due figli.
Già consigliera dell'ordine degli avvocati di Spoleto, ha svolto l'incarico di vice-pretore onorario presso la pretura di Montefalco e in seguito presso la pretura circondariale di Spoleto per otto anni. È stata inoltre vicepresidente nazionale dell'associazione Città per la Fraternità e coordinatrice regionale per l'Umbria dell' associazione nazionale Città del vino all'interno della quale ha fatto anche parte del Consiglio nazionale.

## Attività politica

### Sindaco di Montefalco
Esponente della Lega Nord, alle elezioni comunali in Umbria del 2009 si è candidata a sindaco del comune di Montefalco, per la lista civica di centro-destra "Gruppo Montefalco" venendo eletta con il 41,54% dei voti. Alla successiva tornata elettorale ha quindi presentato, con la medesima lista, la propria candidatura per un secondo mandato a sindaco ed ha ottenuto il 62,8% dei voti.

### Senatrice della Repubblica
Alle elezioni politiche del 2018 viene candidata al Senato della Repubblica nel collegio uninominale Umbria - 02 (Terni), sostenuta dalla coalizione di centro-destra in quota Lega, risultando eletta senatrice con il 38,55% dei voti e superando i candidati del Movimento 5 Stelle Marco Moroni (28,04%) e del centro-sinistra, in quota Partito Democratico, Simonetta Mignozzetti (25,68%). Nella XVIII legislatura della Repubblica è stata componente della Giunta delle elezioni e delle immunità parlamentari, della Comitato parlamentare per i procedimenti di accusa e presidente della 4ª Commissione Difesa, eletta il 21 giugno 2018. 
Il 2 dicembre 2019 presenta le sue dimissioni per incompatibilità tra le carche di senatrice e presidente di Regione, venendo sostituita da Valeria Alessandrini.

### Presidente della Regione Umbria
In vista delle elezioni regionali in Umbria del 2019, indette a seguito delle dimissioni anticipate del presidente Catiuscia Marini (indagata per presunti illeciti nelle assunzioni nel sistema sanitario umbro), a settembre 2019 Tesei viene indicata quale candidata per la coalizione di centro-destra alla presidenza della Regione, venendo appoggiato da cinque liste: Lega per Salvini Premier, Forza Italia, Fratelli d'Italia e le liste civiche Tesei Presidente e Umbria Civica (che include Nuovo PSI). Alla tornata elettorale Tesei viene eletta presidente col 57,55% dei voti e superando il principale sfidante Vincenzo Bianconi (37,48%), appoggiato dal centro-sinistra (PD, Art.1, SI ed Europa Verde) e Movimento 5 Stelle. Sin dalla proclamazione della Regione Umbria nel 1970 la Tesei è stata la presidente più anziana ad assumere l'incarico e la prima non appartenente al centro-sinistra. L'11 novembre 2019 s'insedia ufficialmente ed il 22 novembre 2019 ha firmato i decreti di nomina della giunta regionale.

#### Amministrazione della Regione
Nel corso del suo mandato la sua giunta si è occupata, tra l'altro, della ricostruzione dei comuni colpiti dal terremoto del 2016 e della gestione della pandemia di COVID-19 che ha causato effetti anche sull'economia regionale. 
La sanità regionale è stata inoltre un tema spesso al centro del dibattito politico, non solo per la decisione della Tesei di nominare come assessore l'ex sottosegretario alla salute leghista Luca Coletto (nel corso dell'insediamento della nuova giunta ci furono polemiche sul conferimento a Coletto dell'ulteriore delega alle politiche di parità di genere e antidiscriminazione nonostante una condanna a due mesi con benefici di legge dalla quale è stato successivamente riabilitato), ma anche per l'impegno contro l'aborto dovuto alla firma di un "Manifesto valoriale" promosso da sette associazioni antiabortiste, che ha portato all'adozione di una delibera per l'abolizione dell'aborto farmacologico in giornata. Ulteriori polemiche nell'ambito sanitario ci sono state per la scelta di chiudere o ridimensionare alcuni ambulatori e presidi ospedalieri regionali per ridurre la spesa sanitaria regionale. 

#### Corsa per un secondo mandato
Il 28 febbraio 2024, in seguito alla sconfitta della coalizione di centro-destra alle elezioni regionali in Sardegna e in previsione delle elezioni regionali umbre del 2024, viene annunciato, in una nota congiunta di Fratelli d'Italia, Lega, Forza Italia, Noi Moderati e UDC, che correrà per un secondo mandato per il centro-destra. Il 12 settembre successivo Stefano Bandecchi, coordinatore di Alternativa Popolare e sindaco di Terni, annuncia di aver raggiunto un accordo a livello nazionale che comporta, oltre all'ingresso del partito nel centrodestra, il ritiro della candidatura a presidente dello stesso Bandecchi in favore del sostegno all'uscente Tesei, nonostante in passato egli l'avesse definita come una “candidata improponibile”. Alla tornata elettorale, sostenuta dal centro-destra, raccoglie il 46,17% dei voti e viene sconfitta dalla candidata del centro-sinistra e M5S Stefania Proietti (51,13%). 

### Consigliera regionale
Il 29 novembre 2024 la corte d'appello di Perugia effettua la proclamazione dei nuovi eletti all'assemblea legislativa in cui Tesei siede come consigliera regionale di opposizione avendo confermato la sua intenzione di proseguire la propria attività politica ed avendo ottenuto il miglior risultato, dopo la Proietti, tra gli altri candidati alla presidenza regionale. Il 2 dicembre 2024 dopo averla salutata a porte chiuse, la Proietti si è formalmente insediata quale nuova governatrice.

## Inchiesta sui fondi agricoli
Il 31 ottobre 2024 i media riportano la notizia secondo cui il procuratore di Perugia Raffaele Cantone alla luce dell'abolizione del reato di abuso d’ufficio, ha inviato una richiesta di archiviazione di una indagine, partita da un esposto anonimo, che coinvolgeva Donatella Tesei e l'assessora regionale al Bilancio Paola Urbani Agabiti (FdI) e che riguardava due delibere di programmazione economica della Regione Umbria inerenti la gestione dei fondi del Piano di sviluppo rurale. L'inchiesta, che secondo l'agenzia ANSA non avrebbe visto la formalizzazione di un vero e proprio capo di accusa, riguardava finanziamenti che la regione avrebbe erogato ad una azienda agricola di proprietà del marito dell’assessora e di cui il figlio della Tesei è dipendente.
Il 5 novembre 2024, in seguito alla richiesta alla Tesei ed alla Agabiti dei gruppi di opposizione del PD e del M5S di riferire in consiglio regionale circa la loro mancata astensione dal voto in giunta sugli atti oggetto dell'inchiesta della Procura di Perugia, la Tesei ha respinto la richiesta di riferire in consiglio regionale su un caso "su cui la magistratura si è già espressa in modo definitivo. La richiesta risulta strumentale come indegna propaganda di questi giorni, quindi non intendo riferire". Dopo l'intervento della Tesei il M5S ed il PD hanno abbandonato l'aula del consiglio regionale.